# 4697 Novara
A 4697 Novara (1986 QO) a Naprendszer kisbolygóövében található aszteroida. Henri Debehogne fedezte fel 1986. augusztus 26-án.